# 2003年亞洲冬季運動會中華台北代表團
2003年亞洲冬季運動會中華台北代表團是中華民國（台灣）以“中華台北”名義，參與在日本青森舉行的2003年亞洲冬季運動會。

## 參賽選手
- 花式滑冰：李邦彥
- 短道競速滑冰：張詠岱、蔡孟哲、江彥欣、麥嘉鴻
- 冰壺：顧伯闓、盧恆昉、王鍚駿、徐偉宸、徐偉明、鄭麗伶、呂佳慧、陳曉晴、張嘉文、顧家華
- 單板滑雪 ：王仁祥